# Clarence Max Fowler
Clarence Fowler, detto Max (New York, 26 novembre 1918 – Los Alamos, 27 febbraio 2006), è stato un fisico statunitense.
Era internazionalmente riconosciuto come il pioniere statunitense nello studio della compressione del flusso magnetico condotta tramite esplosivi (in inglese: explosive-driven magnetic-flux compression) e nello studio dei campi magnetici ultraintensi (dell'ordine dei mega-gauss).

## Carriera
Clarence "Max" Fowler comincia a lavorare al Los Alamos National Laboratory nel 1952, ritirandosi nel 1996. Durante questo periodo Fowler è la principale autorità mondiale nello sviluppo e applicazione dei generatori di compressione di flusso magnetico tramite esplosivi (assieme ad Andrej Sacharov, ma per lungo tempo i rispettivi lavori rimasero coperti dal segreto militare). Da allora, queste tecniche vengono impiegate in una serie di apparecchiature, come laser, superfici ad implosione, acceleratori di fasci elettromagnetici e nelle rail gun. Fowler investigò questi generatori per studiare la risposta di vari materiali ai campi magnetici ultraintensi, e tra i materiali studiati vi furono i superconduttori alle temperature dell'azoto liquido (le ceramiche Ittrio-Boro-Rame-Ossigeno).

## Fondatore delle "Conferenze Megagauss Internazionali"
Clarence Fowler fu il principale promotore delle prime International Megagauss Conferences. La prima di queste conferenze si tenne a Frascati, in Italia, nel 1965. Le Megagauss conferences sono state il principale ambito per la discussione internazionale nella generazione di campi magnetici ultraintensi e nelle loro applicazioni. Clarence Fowler e il suo gruppo furono gli autori del primo lavoro presentato alla conferenza di Frascati. Dopo di questa, vi furono altre nove conferenze (Megagauss-X tenuta a Berlino nel 2004 è stata l'ultima), che videro la costante partecipazione di Fowler assieme a sua moglie Janet.

## Fondazione del Consorzio NHMFL
Grazie alle ricerche del suo gruppo sugli effetti dei campi magnetici ultraintensi sui materiali e la loro reciproca interazione, lo Stato della Florida e il Los Alamos National Laboratory decisero di collaborare per fondare il National High Magnetic Field Laboratory.

## Pubblicazioni
Clarence Fowler ha scritto più di 250 lavori scientifici sin dal 1946, sempre su argomenti riguardanti la fisica dei campi magnetici ultraintensi.

## Decesso
Clarence "Max" Fowler morì il 27 di febbraio del 2006 nella sua casa, dopo una breve battaglia contro il cancro. Lasciò questo mondo all'età di 87 anni.